# 極大與極小元

60的因數集，以整除關係為偏序，所成的哈斯圖。紅色子集有兩個極大元、和一個極小元。同時也是最小元。

数学分支序理论中，預序集子集{\displaystyle S}的極大元（英語：maximal elements）不小於{\displaystyle S}的任何元素。極小元（minimal elements）可對偶地定義，其不大於{\displaystyle S}的任何元素。
極大和極小的條件比最大和最小弱。預序集的子集{\displaystyle S}的最大元需要「大於或等於」{\displaystyle S}的全體元素（最小元同樣為其對偶），極大元則衹需「不小於」（例如不可比較）。若將預序集限縮至偏序集，則至多衹有一個最大元和一個最小元，但極大、極小元皆可有多於一個。但在全序集上，最大等價於極大，最小亦等價於極小。
以集族
{\displaystyle S:=\left\{\{1,2\},\{1,2,3\},\{1,2,3,4\},\{2,3,5\}\right\}}
為例，其上的偏序為包含關係。當中{\displaystyle \{1,2\}}極小，因為不包含族中任何其他集合，反之{\displaystyle \{1,2,3,4\}}極大，因為不被其他集合包含。{\displaystyle \{1,2,3\}}則既非極小亦非極大，但{\displaystyle \{2,3,5\}}同時為極小、極大。相比之下，{\displaystyle S}無最大元和最小元。

## 定義
設{\displaystyle (P,\leq )}為预序集，又設{\displaystyle S\subseteq P}，則{\displaystyle S}中關於{\displaystyle \,\leq \,}的極大元定義為滿足以下性質的元素{\displaystyle m\in S}：
若有{\displaystyle s\in S}使{\displaystyle m\leq s,} 則必有{\displaystyle s\leq m.}
與之類似，{\displaystyle S}中關於{\displaystyle \,\leq \,}的極小元是滿足以下性質的元素{\displaystyle m\in S}：
若有{\displaystyle s\in S}使{\displaystyle s\leq m,} 則必有{\displaystyle m\leq s.}
等價地，亦可將{\displaystyle S}關於{\displaystyle \,\leq \,}的極小元定義為{\displaystyle S}關於{\displaystyle \,\geq \,}的極大元，其中對任意{\displaystyle p,q\in P}，{\displaystyle q\geq p}當且僅當{\displaystyle p\leq q}。
若無明示子集{\displaystyle S}，則所謂極大元預設是{\displaystyle P}的極大元。
若預序集{\displaystyle (P,\leq )}實為偏序集，或者限縮到{\displaystyle (S,\leq )}是偏序集，則{\displaystyle m\in S}為極大當且僅當{\displaystyle S}無嚴格較{\displaystyle m}大的元素。換言之，不存在{\displaystyle s\in S}使{\displaystyle m\leq s}及{\displaystyle m\neq s.} 將本段的{\displaystyle \,\leq \,}號一律換成{\displaystyle \,\geq \,}就得到極小元的描述。

## 存在性
極大/極小元不必存在。
- 例一：考慮實數系{\displaystyle \mathbb {R} }的區間{\displaystyle S=[1,\infty )\subseteq \mathbb {R} }。對任意元素{\displaystyle m\in S}，{\displaystyle s=m+1}仍在{\displaystyle S}中，但{\displaystyle m<s}，因此沒有元素{\displaystyle m}為極大。
- 例二：考慮有理數系{\displaystyle \mathbb {Q} }的子集{\displaystyle S=\{s\in \mathbb {Q} ~:~1\leq s^{2}\leq 2\}}，因為根號2是無理數，對任何有理數{\displaystyle m\leq {\sqrt {2}}}皆可找到另一有理數{\displaystyle s}使{\displaystyle m<s<{\sqrt {2}}}。

但在某些情況下，極大/極小元保證存在。
- 若{\displaystyle S}為有限非空子集，則必有極大元和極小元。（對無窮子集無此結論，如整數系{\displaystyle \mathbb {Z} \subseteq \mathbb {R} }就沒有極大元。）
- 佐恩引理斷言：「若偏序集{\displaystyle P}中，每個全序子集{\displaystyle S}皆有上界，則{\displaystyle P}至少有一個極大元。」此引理等價於良序定理和选择公理，[3]在數學的多個分支有重要推論，例如可證任何向量空間皆有基（極大的代數無關子集），或是任何域皆有代數閉包（代數擴張偏序下的極大元）。

## 唯一性
極大/極小元不必唯一。

## 各領域例子
- 帕累托效率中，「帕累托最優」的狀態即是帕累托改善偏序下的極大元，此類極大元的集合又稱為「帕累托前緣」。
- 决策论中，可容決策規則（英语：admissible decision rule）是優勢（英语：dominating decision rule）偏序下的極大元。
- 现代投资组合理论中，風險（以低為優）與回報（以高為優）的積序（英语：product order）[註 2]下，極大元稱為效率投資組合（efficient portfolio），組成的集合則為效率前緣（英语：efficient frontier）。
- 集合论中，某集合為有限當且僅當其任意非空子集族（以包含關係為偏序）皆有極小元。[註 3]
- 抽象代数中，需要將最大公因數的概念推廣為極大公因子（英语：maximal common divisor），因為某些數系中，若干個元素的公因子集合可能有多於一個極大元（整除意義下）。
- 计算几何中，點集的極大元（英语：maxima of a point set）是逐分量比較[註 2]下的極大元。

## 註
1. ↑  因此{\displaystyle p\leq q}連同{\displaystyle q\leq p}可推出{\displaystyle p=q}。
2. 1 2  定義為：{\displaystyle (a,b)\leq (c,d)}當且僅當{\displaystyle a\leq c}且{\displaystyle b\leq d}。高維情形亦同。
3. ↑  若有元素{\displaystyle a_{0},a_{1},\ldots }，則集族{\displaystyle \left\{\{a_{0},a_{1},a_{2},\ldots \},\{a_{1},a_{2},\ldots \},\{a_{2},\ldots \},\ldots \right\}}無極小元。